# Page 24
Page 24 is een Frans blond bier. Het wordt gebrouwen in Brasserie St Germain te Aix-Noulette.
De tripel won een gouden medaille op het Concours Général Agricole te Parijs in 2010.

## Variëteiten
- Page 24 Blond (5,90%)[2]
- Page 24 Blanche (4,90%)[3]
- Page 24 Bière de Noël (6,90%)[4]
- Page 24 Printemps (6%)[5]
- Page 24 Rhubarbe (5,90%)[6]
- Page 24 Triple (7,90%)[7]
- Page 24 Réserve Hildegarde Ambrée (6,90%)[8]